# Luitpold Apotheke
Die Luitpold Apotheke, Inh. Karlheinz Ilius e.K. ist eine deutsche Apotheke im oberfränkischen Bad Steben. Mit den weiteren Onlineshops mediherz-shop.de, medikamente-per-klick.de und preisapo.de zählt sie zu den größten Versandapotheken in Deutschland. Die Online-Apotheke und drei stationäre Standorte werden von Apotheker Karlheinz Ilius geführt.

## Geschichte
1980 eröffnete der Apotheker Karlheinz Ilius die Luitpold Apotheke in Bad Steben. Mit dem Webshop medikamente-per-klick.de erfolgte 2004 der Einstieg in den Online-Versandhandel. Aufgrund der steigenden Nachfrage und dem damit verbundenen Platzbedarf zog die Internetapotheke bereits drei Jahre später in größere Räumlichkeiten nach Selbitz um. 2012 kam es schließlich zur Umstellung auf ein neues Warenwirtschaftssystem mit einer Automatisierungsanlage.
Heute werden nach Angaben des Unternehmens täglich 17.000 Pakete versendet. Neben rezeptpflichtigen und rezeptfreien Arzneimitteln finden sich auch Medizinprodukte, Nahrungsergänzungsmittel, Kosmetika und Produkte für die Tiergesundheit im Sortiment der Onlineapotheke.
Die Apotheke ist Mitglied im Bundesverband Deutscher Versandapotheken.

## Auszeichnungen
- 2019: Bayerns Best 50[4]
- 2018: Deutscher Onlinehandel-Award[5]